# واویک وارطانیان

واویک (آنوشاوان) تیگرانی وارطانیان (ارمنی: Վավիկ (Անուշավան) Տիգրանի Վարդանյան؛  زادهٔ ۲۸ دسامبر ۱۹۰۰ - درگذشته ۷ نوامبر ۱۹۶۷) بازیگر و کارگردان تئاتر اهل ارمنستان بود.

## زندگی‌نامه
وی در ۱۰ ژانویه [سبک قدیمی: ۲۸ دسامبر ۱۹۰۰] ۱۹۰۱ در قبه به دنیا آمد و از استودویو درامتیک ارمنی مسکو فارغ‌التحصیل گشت. وی پیش‌نویس:روزانا وارطانیان برادر بود. وی همچنین برنده جوایزی همچون هنرمند مردمی ارمنستان شوروی و نشان لنین شد. وی در ۷ نوامبر ۱۹۶۷ در سن ۶۶ سالگی در ایروان درگذشت.

## نگارخانه

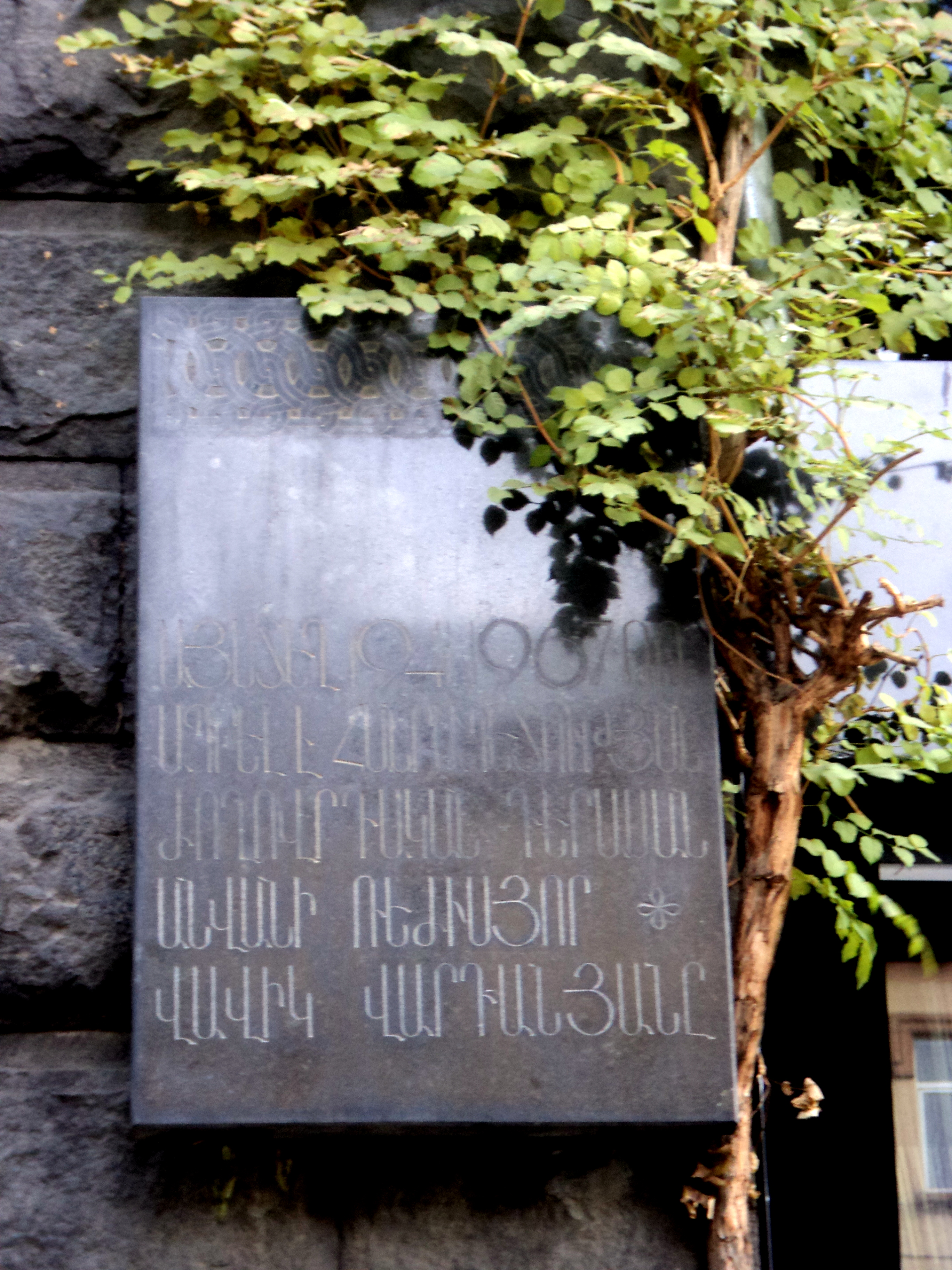
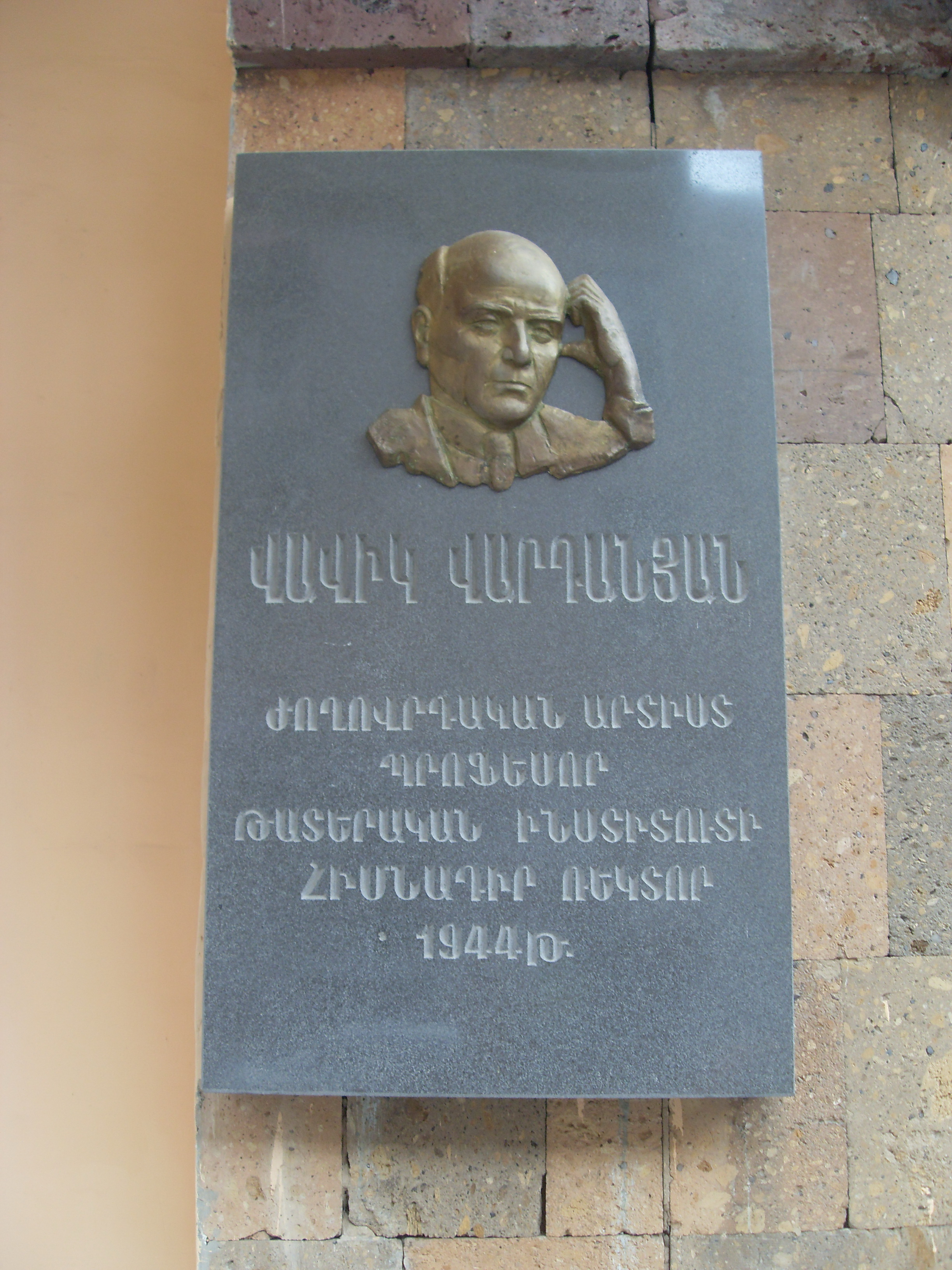
مجمسه یادبود واویک وارطانیان بر روی دیوار انستیتو دولتی سینما و تئاتر ایروان